# Хилкотой
Хилкото́й — река в Красночикойском районе Забайкальского края России, правый приток Катанцы (левый приток Чикоя).

## Описание
Длина реки — 90 км. Площадь водосборного бассейна — 1150 км².
Начинается на западном склоне Мензинского хребта в кедрово-лиственничном лесу. Течёт в общем западном направлении по залесенным горам. Впадает в Катанцу справа на высоте 681,4 метра над уровнем моря в 7 километрах от её устья. В низовьях реки расположен населённый пункт Хилкотой. Ширина реки у него достигает 45 метров.

## Притоки
Объекты перечислены по порядку от устья к истоку.
- Максимиха[2] (лв)
- Гришкина[2] (лв)
- Щегловка[2] (лв)
- Губчиха[2] (лв)
- Морозова[2] (лв)
- Глазкова[2] (пр)
- Ермачиха[2] (лв)
- Щель[2] (пр)
- Волчья[2] (пр)
- Максимиха[2] (лв)
- Хилкочен[2] (лв)
- Глубокий[2] (лв)
- Крутой[2] (лв)
- Зандиха[2] (пр)
- Широкая[2] (пр)
- Ленчиха[2] (лв)
- Полощиха[4] (лв)
- Южный Иткал[4] (пр)
- Слюдянка[4] (лв)
- Мышкин[4] (лв)
- Кокетун[4] (пр)
- Монголка[4] (лв)
- Согановка[4] (лв)
- Топкий[4] (пр)
- Костинский[4] (пр)
- Галанкина[4] (лв)